# Final de la Copa FIFA Confederaciones 1999

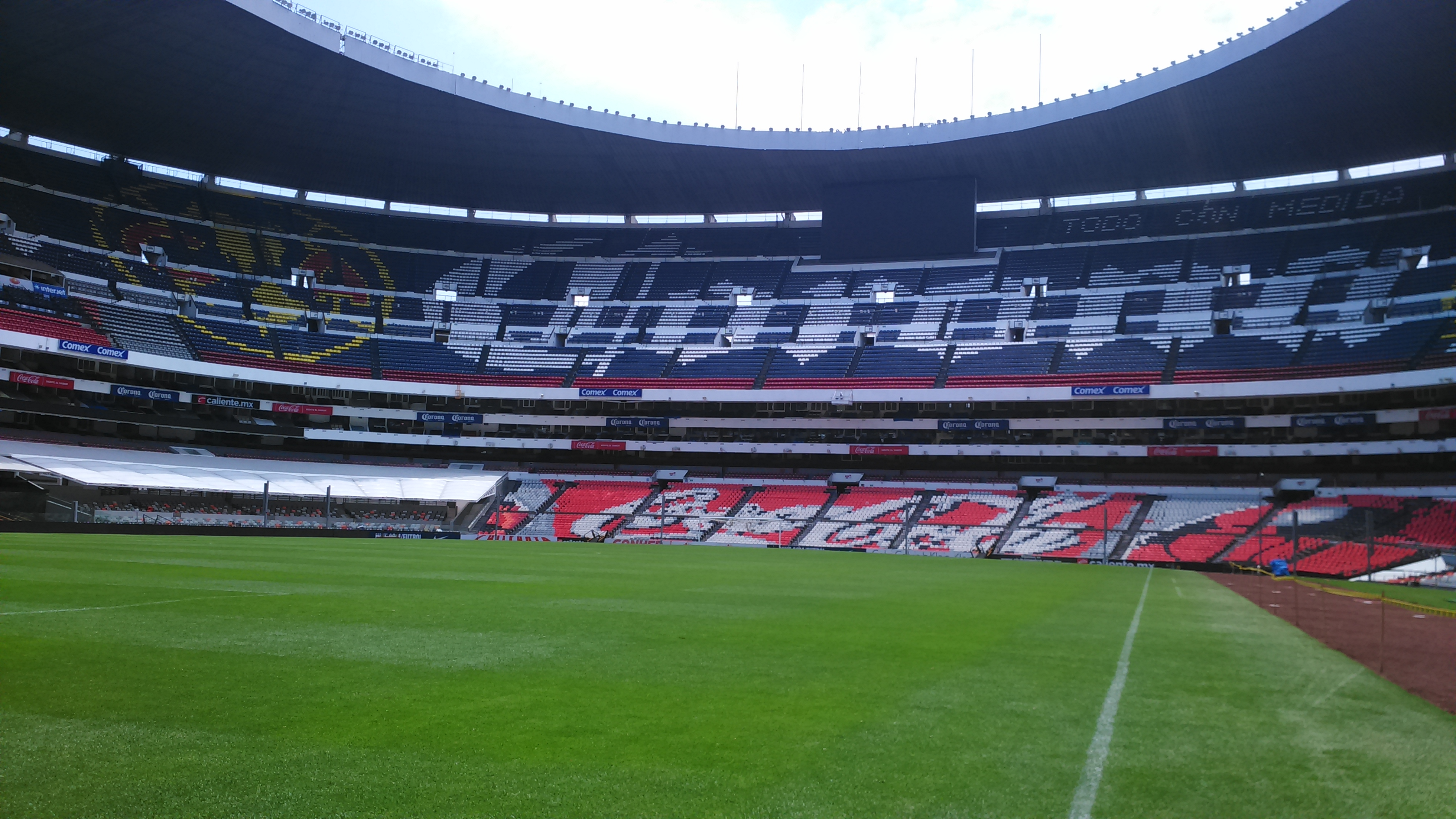
El Estadio Azteca recibió la final del torneo entre México y Brasil.

La final de la Copa FIFA Confederaciones de 1999 se disputó el 4 de agosto en el Estadio Azteca, de la Ciudad de México. Fue protagonizada por las selecciones de México y Brasil, que se clasificaron tras vencer a los Estados Unidos y Arabia Saudita respectivamente en las semifinales de la competición. Tras los 90 minutos del tiempo regular, el partido se definió a favor de México por 4:3, con lo que obtuvo su primer título confederativo. Hasta ahora ha sido la final con mayor número de asistencia en la historia de la Copa Confederaciones con 110 000 espectadores. México se transformó en el primer equipo en ganar el trofeo en su casa, luego lo harían Francia (2003) y Brasil (2013). Además México fue el único campeón del torneo que no pertenecía a la CONMEBOL ni tampoco a la UEFA.

## Enfrentamiento
| Bandera de México | vs. | Bandera de Brasil |
| México 4          | vs. | Brasil 3          |
| ----------------- | --- | ----------------- |

## Antecedentes
El siguiente cuadro muestra el historial de enfrentamientos en ediciones anteriores de la Copa FIFA Confederaciones entre los equipos que disputaron la final de la copa confederaciones.
| Partido           | Antecedentes   | Antecedentes      | Antecedentes | Antecedentes |
| Partido           | Edición        | Fase              | Resultado    | Ref.         |
| ----------------- | -------------- | ----------------- | ------------ | ------------ |
| Brasil vs. México |                |                   |              |              |
| 1997              | Fase de grupos | Brasil 3:2 México | [ 4 ]        |              |

## Camino a la final
| Equipo         | Pts. | PJ | PG | PE | PP | GF | GC | Dif |
| -------------- | ---- | -- | -- | -- | -- | -- | -- | --- |
| México         | 7    | 3  | 2  | 1  | 0  | 8  | 3  | 6   |
| Arabia Saudita | 4    | 3  | 1  | 1  | 1  | 6  | 6  | 0   |
| Bolivia        | 2    | 3  | 0  | 2  | 1  | 2  | 3  | -1  |
| Egipto         | 2    | 3  | 0  | 2  | 1  | 5  | 9  | -4  |

| Equipo         | Pts. | PJ | PG | PE | PP | GF | GC | Dif |
| -------------- | ---- | -- | -- | -- | -- | -- | -- | --- |
| Brasil         | 9    | 3  | 3  | 0  | 0  | 7  | 0  | 7   |
| Estados Unidos | 6    | 3  | 2  | 0  | 1  | 4  | 2  | 2   |
| Alemania       | 3    | 3  | 1  | 0  | 2  | 2  | 6  | -4  |
| Nueva Zelanda  | 0    | 3  | 0  | 0  | 3  | 1  | 6  | -5  |

## Partido
| 1          | Guardameta     | Jorge Campos        |     |
| 18         | Defensa        | Salvador Carmona    |     |
| 4          | Defensa        | Rafael Márquez      |     |
| 2          | Defensa        | Claudio Suárez      |     |
| 6          | Centrocampista | Germán Villa        |     |
| 13         | Centrocampista | Pável Pardo         |     |
| 19         | Centrocampista | Miguel Zepeda       | 83' |
| 7          | Centrocampista | Ramón Ramírez       |     |
| 10         | Delantero      | Cuauhtémoc Blanco   |     |
| 9          | Delantero      | José Manuel Abundis |     |
| 17         | Delantero      | Francisco Palencia  | 70' |
| Entrenador | Entrenador     | Manuel Lapuente     |     |

| 1          | Guardameta     | Dida                 |     |
| 3          | Defensa        | Odvan                |     |
| 4          | Defensa        | João Carlos          |     |
| 6          | Defensa        | Serginho             |     |
| 8          | Centrocampista | Émerson              |     |
| 5          | Centrocampista | Flávio Conceição     |     |
| 20         | Centrocampista | Vampeta              |     |
| 11         | Centrocampista | Zé Roberto           | 82' |
| 17         | Delantero      | Beto                 | 45' |
| 7          | Delantero      | Ronaldinho           |     |
| 10         | Delantero      | Alex                 |     |
| Entrenador | Entrenador     | Vanderlei Luxemburgo |     |

| 14 | Defensa        | Isaac Terrazas | 70' |
| 16 | Centrocampista | Jesús Arellano | 83' |

| 18 | Delantero | Roni   | 45' |
| 19 | Delantero | Warley | 82' |

| Amonestado | 11' | José Manuel Abundis |
| Amonestado | 21' | Rafael Márquez      |
| Amonestado | 50' | Cuauhtémoc Blanco   |
| Amonestado | 74' | Claudio Suárez      |

| Amonestado | 5'    | Zé Roberto  |
| Amonestado | 46'   | João Carlos |
| Amonestado | 90+2' | João Carlos |

| Expulsado | 90+2' | João Carlos |

| Anotado | 13' | Miguel Zepeda       | 1-0 |
| Anotado | 28' | José Manuel Abundis | 2-0 |
| Anotado | 51' | Miguel Zepeda       | 3-2 |
| Anotado | 62' | Cuauhtémoc Blanco   | 4-2 |

| Anotado · Penal | 43' | Serginho   | 2-1 |
| Anotado         | 47' | Roni       | 2-2 |
| Anotado         | 63' | Zé Roberto | 4-3 |

| Árbitro             | Anders Frisk            |
| Árbitros asistentes | Fernando Treasco Gracia |
| Árbitros asistentes | Awni Hassouneh          |

| 1          | Guardameta     | Jorge Campos        |     |
| 18         | Defensa        | Salvador Carmona    |     |
| 4          | Defensa        | Rafael Márquez      |     |
| 2          | Defensa        | Claudio Suárez      |     |
| 6          | Centrocampista | Germán Villa        |     |
| 13         | Centrocampista | Pável Pardo         |     |
| 19         | Centrocampista | Miguel Zepeda       | 83' |
| 7          | Centrocampista | Ramón Ramírez       |     |
| 10         | Delantero      | Cuauhtémoc Blanco   |     |
| 9          | Delantero      | José Manuel Abundis |     |
| 17         | Delantero      | Francisco Palencia  | 70' |
| Entrenador | Entrenador     | Manuel Lapuente     |     |

| 1          | Guardameta     | Dida                 |     |
| 3          | Defensa        | Odvan                |     |
| 4          | Defensa        | João Carlos          |     |
| 6          | Defensa        | Serginho             |     |
| 8          | Centrocampista | Émerson              |     |
| 5          | Centrocampista | Flávio Conceição     |     |
| 20         | Centrocampista | Vampeta              |     |
| 11         | Centrocampista | Zé Roberto           | 82' |
| 17         | Delantero      | Beto                 | 45' |
| 7          | Delantero      | Ronaldinho           |     |
| 10         | Delantero      | Alex                 |     |
| Entrenador | Entrenador     | Vanderlei Luxemburgo |     |

| 14 | Defensa        | Isaac Terrazas | 70' |
| 16 | Centrocampista | Jesús Arellano | 83' |

| 18 | Delantero | Roni   | 45' |
| 19 | Delantero | Warley | 82' |

| Amonestado | 11' | José Manuel Abundis |
| Amonestado | 21' | Rafael Márquez      |
| Amonestado | 50' | Cuauhtémoc Blanco   |
| Amonestado | 74' | Claudio Suárez      |

| Amonestado | 5'    | Zé Roberto  |
| Amonestado | 46'   | João Carlos |
| Amonestado | 90+2' | João Carlos |

| Expulsado | 90+2' | João Carlos |

| Anotado | 13' | Miguel Zepeda       | 1-0 |
| Anotado | 28' | José Manuel Abundis | 2-0 |
| Anotado | 51' | Miguel Zepeda       | 3-2 |
| Anotado | 62' | Cuauhtémoc Blanco   | 4-2 |

| Anotado · Penal | 43' | Serginho   | 2-1 |
| Anotado         | 47' | Roni       | 2-2 |
| Anotado         | 63' | Zé Roberto | 4-3 |

| Árbitro             | Anders Frisk            |
| Árbitros asistentes | Fernando Treasco Gracia |
| Árbitros asistentes | Awni Hassouneh          |

|                            |
| Bandera de México          |
| Campeón México 1.er título |